# حرب السنوات العشر
كانت حرب السنوات العشر (بالإسبانية: Guerra de los Diez Años) (1868-1878)، التي تعرف أيضًا باسم الحرب العظمى (Guerra Grande) وحرب '68، جزءًا من معركة كوبا من أجل الاستقلال عن إسبانيا. قاد الانتفاضة مزارعون من أصل كوبي وسكان أثرياء آخرون. في 10 أكتوبر 1868، أعلن مالك مطحنة قصب السكر كارلوس مانويل دي سيسبيديس وأتباعه الاستقلال، وهكذا بدأ الصراع. كانت هذه أولى حروب التحرير الثلاثة التي خاضتها كوبا ضد إسبانيا، وكانت الحربان الأخريان هما الحرب الصغيرة (1879-1880) وحرب استقلال كوبا (1895-1898). تصاعدت الأشهر الثلاثة الأخيرة من الصراع الأخير بمشاركة الولايات المتحدة، مما أدى إلى الحرب الأمريكية الإسبانية.

## خلفية
طالب أصحاب العمل الكوبيون بإصلاحات اجتماعية واقتصادية جذرية من إسبانيا، التي حكمت المستعمرة. أدى التساهل في تطبيق حظر تجارة الرقيق إلى زيادة كبيرة في الأفارقة الواردين، والذين قُدِّر عددهم بـ 90000 عبد منذ 1856 حتى 1860. حدث هذا على الرغم من وجود حركة الغاء رق قوية في الجزيرة، وارتفاع التكاليف بين المزارعين المستخدمين للعبيد في الشرق. بسبب التكنولوجيا وتقنيات الزراعة الجديدة، كان عدد كبير من العبيد غير ضروريين ومكلفين للغاية. في خضم الأزمة الاقتصادية لعام 1857، انهارت العديد من مشاريع الأعمال، بما في ذلك العديد من مزارع قصب السكر ومصانع تكرير السكر. اكتسبت قضية إلغاء العبودية قوة، مفضلة التحرر التدريجي للعبيد مع تعويض مالي من إسبانيا لمالكي العبيد. بالإضافة إلى ذلك، فضل بعض المزارعين توظيف المهاجرين الصينيين كعمال مأجورين، توقعًا لنهاية العبودية. قبل سبعينيات القرن التاسع عشر، وُظِّف أكثر من 125000 في كوبا. في مايو 1865، طالبت نخب الكريول الكوبيين البرلمان الإسباني بأربعة مطالب: إصلاح التعريفات، وتمثيل كوبي في البرلمان، ومساواة قضائية مع الإسبان، وإنفاذ كامل لحظر تجارة الرقيق.
كان البرلمان الإسباني يتغير في ذلك الوقت، حيث كان السياسيون الرجعيون والتقليديون الذين أرادوا القضاء على جميع الإصلاحات الليبرالية هم من يكتسبون نفوذًا كبيرًا، وزادت قوة المحاكم العسكرية، وفرضت الحكومة الاستعمارية زيادة للضرائب بنسبة 6 في المائة على المزارعين ومشاريع الأعمال الكوبية، وبالإضافة إلى ذلك، أُسكِتَت كل المعارضة السياسية والصحافة. انتشر عدم الرضا في كوبا على نطاق واسع حيث قُيّدت آليات التعبير عنه، وقد شعر بهذا السخط بشكل خاص المزارعون ذوو النفوذ وأصحاب الهاسييندات في شرق كوبا.
أدى فشل أحدث الجهود التي بذلتها الحركات الإصلاحية، وزوال «مجلس المعلومات»، علاوة على أزمة اقتصادية أخرى في عام 1866/67، إلى تصاعد التوترات الاجتماعية في الجزيرة. كان الإسبان، الذين مثلوا 8% من سكان الجزيرة، بحوذتهم أكثر من 90% من ثروة الجزيرة. بالإضافة إلى ذلك، استمر السكان من أصل كوبي في كونهم لا يتمتعون بحقوق سياسية، ولم يوجد تمثيل لهم في البرلمان. أثارت الاعتراضات على هذه الظروف أول حركة استقلال جدية، خاصة في الجزء الشرقي من الجزيرة. 
في يوليو 1867، تأسست «لجنة بايامو الثورية» تحت قيادة أغنى مالك مزرعة في كوبا، فرانسيسكو فيسينتي أغيليرا. انتشرت المؤامرة بسرعة إلى المدن الكبرى في أورينت، وأهمهم مانزانيلو، حيث أصبح كارلوس مانويل دي سيسبيديس الشخصية الرئيسية للانتفاضة في عام 1868. كان سيسبيديس في الأصل من بايامو، وامتلك أرضًا ومطحنة قصب سكر معروفة باسم لا ديماهاغوا. حاول الإسبان، الذين كانوا على علم بتعنت سيسبيديس المناهض للاستعمار، إجباره على الخضوع بسجن ابنه أوسكار. رفض سيسبيديس التفاوض وأُعدِم أوسكار. 

## نتيجة الحرب
أصبحت الانقسامات العميقة بين الثوار فيما يتعلق بتنظيم حكومتهم والجيش أكثر وضوحًا بعد جمعية غوايمارو، باعتبارها أفضت إلى طرد سيسبيديس وكويسادا في عام 1873. استغل الإسبان الانقسامات الإقليمية، بالإضافة إلى المخاوف من أن التوازن الحالي الضعيف بين البيض والسود قد يُكسر من قبل عبيد ماتانزاس. غيّر الإسبان سياستهم تجاه المامبيسس (جنود الاستقلال الكوبيين)، وقدموا قرارات العفو والإصلاحات.
لم يسد المامبيسس لأسباب متنوعة: نقص التنظيم والموارد، ومشاركة أقل للبيض، والتخريب العنصري الداخلي (ضد أنطونيو ماسيو غراهاليس وأهداف جيش التحرير)، وعدم القدرة على جلب الحرب إلى المقاطعات الغربية (هافانا على وجه الخصوص)، ومعارضة حكومة الولايات المتحدة للاستقلال الكوبي. باعت الولايات المتحدة أحدث الأسلحة لإسبانيا، ولكن ليس للمتمردين الكوبيين.
خلف توماس استرادا بالما خوان باوتيستا سبوتورنو كرئيس للجمهورية المسلحة. قُبِض على استرادا بالما من قبل القوات الإسبانية في 19 أكتوبر 1877. كنتيجة للمآسي المتتالية، في 8 فبراير 1878، حُلَّت الأجهزة الدستورية للحكومة الكوبية. بدأ القادة المتبقون بين الثوار في التفاوض من أجل السلام في زانهون في بويرتو برينسيبي.
وصل الجنرال أرسنيو مارتينيث كامبوس، المسؤول عن تطبيق السياسة الجديدة، إلى كوبا. استغرق الأمر ما يقرب من عامين لإقناع معظم الثوار بقبول ميثاق زانهون. وُقِّعَ عليه في 10 فبراير 1878 من قبل لجنة تفاوض. تضمنت الوثيقة معظم الوعود التي قطعتها إسبانيا. انتهت حرب السنوات العشر، باستثناء مقاومة مجموعة صغيرة في أورينت بقيادة الجنرال غارسيا وأنطونيو ماسيو غراهاليس، اللذان احتجا في لوس مانغوس دي باراغوا في 15 مارس.
بموجب أحكام الميثاق، تشكل دستور وحكومة مؤقتة، لكن الروح الثورية كانت قد اختفت. أقنعت الحكومة المؤقتة ماسيو بالاستسلام، ومع استسلامه، انتهت الحرب في 28 مايو 1878. أصبح العديد من الذين خاضوا حرب السنوات العشر أطرافًا مركزية في حرب الاستقلال الكوبية التي بدأت في عام 1895، وكان من بين هؤلاء الإخوة ماسيو، وماكسيمو غوميز، وكاليكستو غارسيا، وغيرهم.
وعد ميثاق زانهون بإصلاحات مختلفة لتحسين الوضع المالي لسكان كوبا. كان الإصلاح الأكثر أهمية هو عتق جميع العبيد الذين قاتلوا من أجل إسبانيا. كان الثوار قد اقترحوا إلغاء الرق، كما أراد العديد من الموالين لإسبانيا إلغاءه. أخيرًا، في عام 1880، ألغت الهيئة التشريعية الإسبانية العبودية في كوبا والمستعمرات الأخرى بشكل من أشكال الإلغاء التدريجي. طالب القانون العبيد بمواصلة العمل من أجل أسيادهم لعدد من السنوات، في نوع من العبودية الملزمة، ولكن كان على السادة الدفع للعبيد مقابل عملهم.
بعد انتهاء الحرب، استمرت التوترات بين السكان الكوبيين والحكومة الإسبانية لمدة 17 عامًا. اشتملت هذه الفترة، المسماة «الهدنة المجزية»، على اندلاع الحرب الصغيرة بين عامي 1879 و1880. أصبح الانفصاليون في ذلك الصراع مؤيدين لخوسيه مارتي، الأكثر حماسة بين المتمردين الذين اختاروا المنفى بدلًا من الحكم الإسباني. جنبًا إلى جنب مع الكساد الاقتصادي الشديد في جميع أنحاء الجزيرة، دمرت الحرب صناعة القهوة، وتسببت التعريفات الأمريكية في إلحاق أضرار فادحة بالصادرات الكوبية.